# Pierre de Puiseaux
Pierre de Puiseaux, sieur de Mont-Renault (1566-1650), fut membre de la Compagnie de la Nouvelle-France puis de la Société Notre-Dame.

## Biographie
Il arrive au Canada en 1637 après avoir fait fortune dans les îles espagnoles. Il acquiert les seigneuries de Saint-Michel et de Sainte-Foy aux environs de Québec. Il fait construire à l'anse Saint-Michel une belle maison qui accueillera des gens qui l'entraîneront dans la folle aventure de Ville-Marie : le sieur de Maisonneuve et Jeanne Mance.
En mai 1642, il accompagne Maisonneuve à l'île de Montréal et assiste aux cérémonies marquant la fondation de Ville-Marie. En 1644, il retourne en France où il terminera ses jours.

## Hommages
Une avenue a été nommée en son honneur, en 1954 dans l'ancienne ville de Sillery , maintenant présente dans la ville de Québec, depuis les fusions de villes en 2002.